# آوجی‌لار (یوسف‌علی)
آوجی‌لار (به ترکی استانبولی: Avcılar) یک منطقهٔ مسکونی در ترکیه است که در یوسف‌علی واقع شده‌است. آوجی‌لار ۱۵۴ نفر جمعیت دارد.